# Aeroportul Mbambanakira
Aeroportul Mbambanakira (IATA: MBU, ICAO: AGGD) este un aeroport din Insulele Solomon.
Situat la o altitudine de 2 m, aeroportul dispune de o singură pistă.